# Incantatore incompleto
L'Incantatore incompleto è un ciclo di racconti di science fantasy scritti in collaborazione da Lyon Sprague de Camp e Fletcher Pratt e successivamente proseguiti da de Camp da solo, Christopher Stasheff, Holly Lisle, John Maddox Roberts, Roland J. Green, Frieda A. Murray, Tom Wham e Lawrence Watt-Evans. De Camp e Stasheff hanno curato collettivamente i seguiti.
Nella serie originale lo psicologo Harold Shea con i colleghi Reed Chalmers, Walter Bayard e Vaclav Polacek (Votsy) viaggiano in diversi universi paralleli in cui miti antichi e leggende sono reali. Nel corso dei loro viaggi altri personaggi si aggiuntono lor, tra cui Belphebe e Florimel che diventano le mogli di Shea e di Chalmers e Pete Brodsky, un poliziotto, trascinato accidentalmente in un viaggio. Negli ultimi seguiti l'aggiunta di maggior nota è Voglinda, la giovane figlia di Shea e Belphebe.

## La serie originale
I protagonisti usano un sistema di logica simbolica per proiettarsi nei mondi che visitano, ma questa è una scienza inesatta e spesso mancano il loro bersaglio. Per esempio nella prima storia, The Roaring Trumpet, Shea intende visitare il mondo della mitologia irlandese e invece si ritrova in quello della mitologia nordica. La maggior parte dei mondi visitati ha leggi fisiche diverse da quello reale, solitamente magiche, e gli eroi devono dedicare degli sforzi considerevoli per apprenderle e applicarle. Molto dell'umorismo delle storie deriva dallo shock culturale dei loro incontri e dalla realtà che non sono solitamente in grado di comprendere la fisica locale sufficientemente bene da predire gli esatti effetti degli incantesimi che tentano di lanciare.
Molta dell'attrazione della serie deriva dall'integrazione dell'attitudine logica e dal punto di vista razionalistico degli psicologi rispetto alle leggi fisiche grandemente controintuitive dei mondi che visitano. La loro attitudine fornisce una visione decostruzionista del razionale alla base di quei mondi, non colti dai loro abitanti o anche dai loro creatori originali. Essenzialmente permettono al lettore di vedere questi mondi da un punto di vista fresco. I "mondi" così esaminati includono non solo il mito nordico di The Roaring Trumpet, ma anche La regina delle fate di Edmund Spenser in The Mathematics of Magic, l'Orlando furioso di Ludovico Ariosto (con una breve fermata nel Kubla Khan di Samuel Taylor Coleridge) in The Castle of Iron, il Kalevala in The Wall of Serpents e infine nella mitologia irlandese in The Green Magician
La morte precoce di Pratt impedì ulteriori collaborazioni. Una storia che era stata programmata per aver luogo nella mitologia persiana non venne mai scritta, così come una in risposta all'uso che L. Ron Hubbard aveva fatto del personaggio di Shea nel suo racconto Il cadavere affezionato (The Case of the Friendly Corpse, 1941). De Camp risolse infine quest'ultimo punto in Sir Harold e il re degli gnomi (Sir Harold and the Gnome King, 1990)
Boucher e McComas recensendo l'edizione del 1950 di The Castle of Iron, descrissero la serie come «un culmine nell'applicazione della più stretta logica intellettuale alla fantasy incontrollata». Damon Knight descrisse la serie come "avventure ribalde... senza prezzo" scrivendo che «nessun lettore fantasy dovrebbe starne senza» Nel 1977, Richard A. Lupoff descrisse la serie come «livelli sopra allo stantio sgozza e schianta teschi che passa per heroic fantasy."

## La seconda serie
Inizialmente De Camp fu riluttante a continuare la serie da solo, sentendo che sarebbe stato impossibile per lui da solo mantenere il tono delle avventure precedenti. Solo quarant'anni più riprese la serie in collaborazione con autori più giovani. I suoi nuovi contributi alla seconda serie mostrano una vista più cinica dei mondi visitati e il tema dei problemi nell'uso della magia da parte dei protagonisti viene abbandonato. Il suo interesse sembra essersi spostato a smascherare gli aspetti meno credibili degli universi visitati piuttosto che ad assumerli come dati ed estrapolarne le leggi fisiche e magiche, come nelle prime storie. D'altra parte alcuni dei nuovi autori si sono sforzati nel riprodurre lo stile delle precedenti opere di de Camp e Pratt, esplorando nuove storie in cui i protagonisti devono ancora una volta imparare da zero le leggi fondamentali della magia del mondo in cui si trovano. Tra questi autori, in particolare Holly Lisle Il cavaliere e il nemico (Knight and the Enemy), John Maddox Roberts L'incantatore e le armi (Arms and the Enchanter) e Tom Wham (Harold Shakespear), riescono a catturare meglio lo spirito esuberante e la verve della prima serie.
L'impulso iniziale per il proseguimento della serie potrebbe essere stato il riuscito adattamento dei personaggi nel librogame Prospero's Isle pubblicato dalla Tor Books nell'ottobre 1987 (la base di Harold Shakespeare), per il quale de Camp scrisse un'introduzione ammirata. Questo può averlo incoraggiatto a risolvere i fili narrativi della serie originale lasciati in sospeso, come l'abbandono di Walter Bayard nel mondo della mitologia irlandese e a risolvere le complicazioni introdotte dal "prestito" del personaggio di Harold Shea da parte di L. Ron Hubbard per il suo romanzo Il cadavere affezionato. Realizzò entrambi questi obbiettivi con Sir Harold e il re degli gnomi. Una volta presa la decisione di far proseguire ulteriormente la serie questa storia venne rivista per riconciliarla con le altre nuove storie, sebbene il suo inserimento sia rimasto comunque un po' goffo.
Una volta risolti i punti in sospeso la maggior parte dell'azione nella seconda serie riguarda le avventure di Shea e Chalmers al salvataggio di Florimel, rapida dall'incantatore malvagio Malambroso. Una volta salvata Florimel un simile sforzo deve essere fatto per salvare Voglinda, la figlia di Shea e Belphebe, sempre rapita da Malambroso. Un racconto finale vede Shea e Belphebe coinvolti in un'avventura causata dalla stupidità di Polacek, un collega di Shea.
Gli universi incontrati nella seconda serie includono nuovamente il mondo del mito irlandese e quello dell'Orlando furioso in Il professor Harold e gli amministratori (Professor Harold and the Trustees), l'ambientazione di Ron Hubbard da Il cadavere affezionato e la terra di Oz di L. Frank Baum in Sir Harold e il re degli gnomi, il classico della letteratura cinese Viaggio in Occidente in Sir Harold and the Monkey King, l'universo del Don Chisciotte della Mancia di Miguel de Cervantes (con l'ulteriore stravolgimento di essere la versione di don Chischiotte della realtà, piuttosto che quella di Cervantes) in Il cavaliere e il nemico (Knight and the Enemy), l'epica greco-romana dell'Eneide di Virgilio in incantatore e le armi (Arms and the Enchanter), l'antica fiaba russa del Canto della schiera di Igor in Enchanter Kiev, le fiabe del Baital Pachisi indiano in Sir Harold and the Hindu King, il ciclo di John Carter di Marte in Sir Harold of Zodanga e la commedia shakespiariana de La tempesta in Harold Shakespeare.
Un ulteriore contributo alla serie è Return to Xanadu di Lawrence Watt-Evans, che rivisita il mondo di Kubla Khan e trasferisce un personaggio secondario di questo nel mondo delle Le mille e una notte per mezzo di un mago che rimane anonimo, ma che vuole rappresentare L. Sprague de Camp stesso. Return to Xanadu venne pubblicato per la prima volta nell'antologia The Enchanter Completed: A Tribute Anthology for L. Sprague de Camp a cura di Harry Turtledove e pubblicata dalla Baen Books nel 2005.

## Pubblicazioni

### Le storie originali
- L. Spraque de Camp e Fletcher Pratt (maggio 1940). The Roaring Trumpet su Unknown
- L. Spraque de Camp e Fletcher Pratt (augusto 1940). The Mathematics of Magic su Unknown.
- L. Spraque de Camp e Fletcher Pratt (aprile 1941). The Castle of Iron su Unknown - espanso a romanzo in The Castle of Iron, 1950. Gnome Press
- L. Spraque de Camp e Fletcher Pratt (1953). The Wall of Serpents su Fantasy Fiction
- L. Spraque de Camp e Fletcher Pratt (1954). The Green Magician su Beyond Fantasy Fiction

#### Edizioni italiane
- The Roaring Trumpet e The Mathematics of Magic sono stati raccolti in The Incomplete Enchanter nel 1941, pubblicato in italiano come Apprendisti stregoni. Ponzoni Editore. Collana Cosmo n. 164, traduzione di Graziano Ricci.
- The Wall of Serpents e The Green Magician sono stati raccolti come Wall of Serpents nel 1960, pubblicato in italiano come Il muro dei serpenti. Ponzoni Editore. Collana Cosmo n. 168, traduzione di Filippo Raffaelli.
- Tutte le storie state anche raccolte in un'unica antologia in Il castello d'acciaio. Editrice Nord, Fantacollana n. 11. Traduzione di Giusi Riverso

### Storie successive
- L. Sprague de Camp (1990). Sir Harold e il re degli gnomi (Sir Harold and the Gnome King). Pubblicato inizialmente sul programma della World Fantasy Convention nel 1990 e come chapbook l'anno seguente.
- L. Sprague DeCamp e Christopher Stasheff (a cura di) (1992). The Enchanter Reborn. Pubblicato in italiano come L'incantatore rinato. Mondadori. Collana Urania n. 1401. Traduzione di Fabio Feminò. Contiene:
  - Christopher Stasheff. Il professor Harold e gli amministratori (Professor Harold and the Trustees
  - L. Sprague de Camp. Sir Harold e il re degli gnomi (Sir Harold and the Gnome King). Revisione del racconto pubblicato nel 1990
  - Christopher Stasheff. Sir Harold and the Monkey King
  - Holly Lisle. Il cavaliere e il nemico (Knight and the Enemy). Da una traccia di L. Sprague de Camp e Christopher Stasheff)
  - John Maddox Roberts. incantatore e le armi (Arms and the Enchanter). Da una traccia di L. Sprague de Camp e Christopher Stasheff)
- L. Sprague DeCamp e Christopher Stasheff (a cura di) (2005). The Exotic Enchanter. Contiene
  - Roland J. Green & Frieda A. Murray. Enchanter Kiev
  - Christopher Stasheff. Sir Harold and the Hindu King
  - L. Sprague de Camp. Sir Harold of Zodanga
  - Tom Wham. Harold Shakespeare
- Lawrence Watt-Evans (2005). Return to Xanadu

### Librogame
- Prospero's Isle (1987) (Tom Wham)